# مکنده (جانورشناسی)

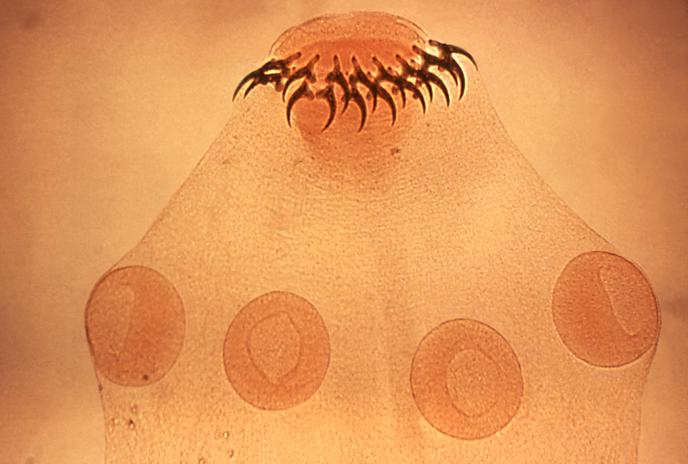
Scolex of Taenia solium با چهار مکنده و دو ردیف قلاب

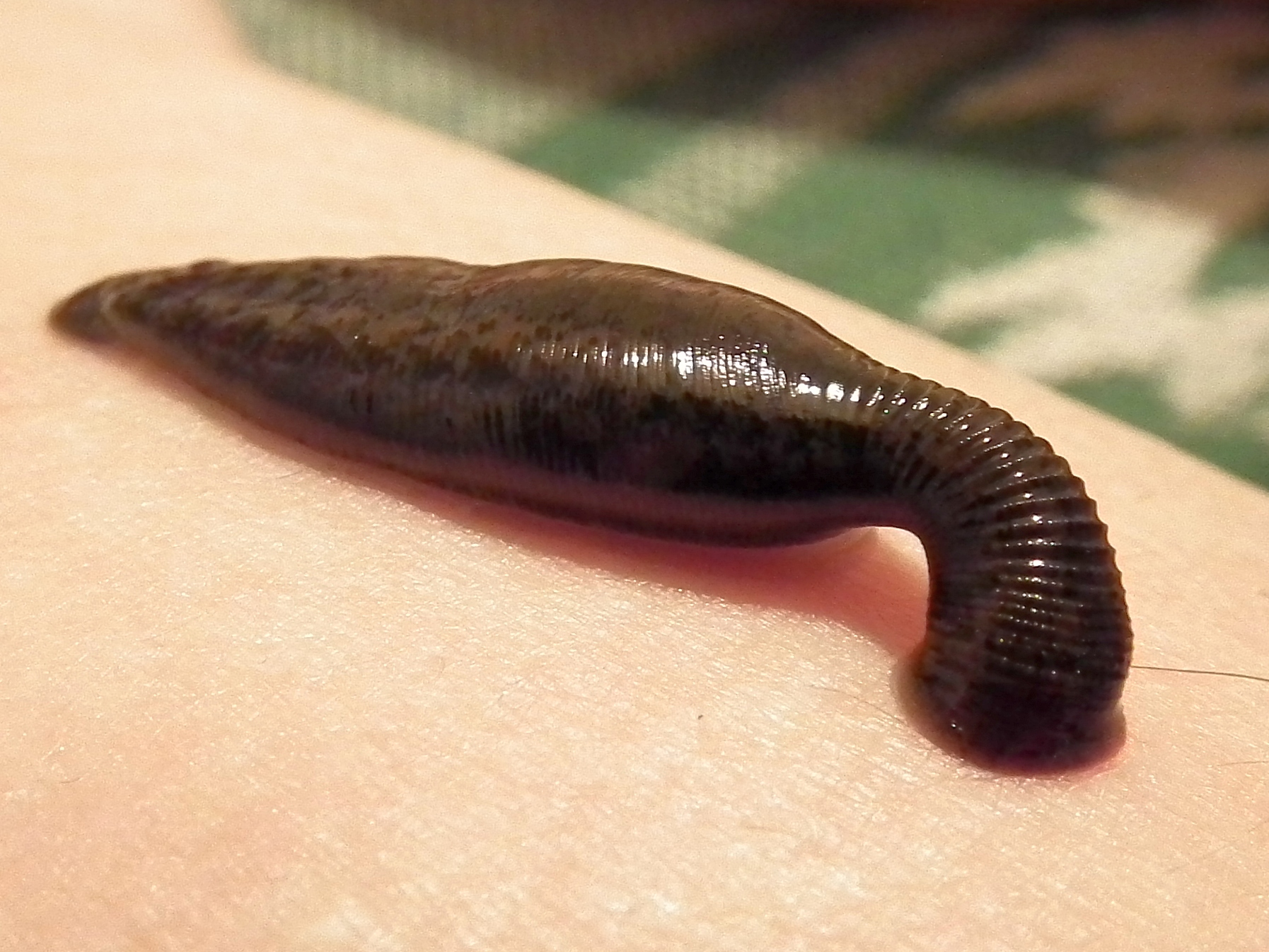
زالوی پزشکی با مکنده دهانش

مکنده در جانورشناسی اندامی تخصصی از یک جانور است. در کرم‌های انگلی، چندین کرم پهن، سرپایان، ماهی‌های خاص، دوزیستان و خفاش‌ها به عنوان یک وسیله چسبنده عمل می‌کند. این یک ساختار ماهیچه‌ای برای مکش روی میزبان یا بستر است. در کرم‌های حلقوی انگلی، کرم‌های پهن و کرم‌های لوله‌ای، مکنده‌ها اندام‌های اتصال به بافت میزبان هستند. در کرم‌های نواری و کپلک‌ها، آنها یک سازگاری انگلی برای اتصال به بافت‌های درونی میزبان مانند روده‌ها و رگ‌های خونی هستند. در کرم‌های گرد و کرم‌های پهن، به‌ویژه در طول جفت‌گیری، به عنوان پیوند بین افراد عمل می‌کنند. در کرم‌های حلقوی، مکنده می‌تواند هم یک دهان کاربردی و هم یک اندام جابجایی باشد. ساختار و تعداد مکنده‌ها اغلب به عنوان تشخیص طبقه‌بندی پایه بین گونه‌های مختلف استفاده می‌شود، زیرا آنها در هر گونه منحصربه‌فرد هستند. در کرم‌های نواری دو دسته جداگانه از مکنده‌ها وجود دارد که عبارتند از "bothridia" برای مکنده‌های راستین و " Bothria " برای مکنده‌های دروغین. در دوکامیان معمولاً یک مکنده دهانی در دهان و یک مکنده شکمی (یا استابولوم) در خلف دهان وجود دارد. کرم‌های گرد مکنده خود را درست در جلوی مقعد دارند. از این رو اغلب به آن مکنده پیش‌مقعدی می‌گویند.

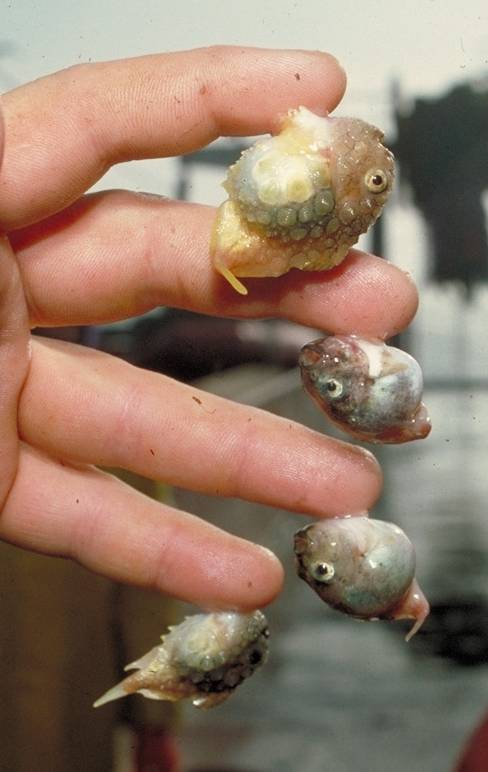
Eumicrotremus phrynoides و Eumicrotremus orbis - دهان‌مکنده‌هایی که دیسک‌های لگنی چسبنده را نشان می‌دهند.

در میان طنابداران، برخی از ماهیان و پستانداران مکنده دارند که به عنوان نگهدارنده زیرلایه‌ها استفاده می‌شود. در میان ماهیان، برخی از اعضای راسته سوف‌ماهی‌سانان باله‌های اصلاح‌شده‌ای دارند که یک مکنده را تشکیل می‌دهند. برخی از خفاش‌ها، ماداگاسکار و خفاش مکنده‌پای غربی، مکنده‌های نامعمول روی اندام خود دارند که در هنگام استراحت گروهی سودمند است. برخی از دوزیستان مانند قورباغه دارای پدهای چسبنده روی انگشتان پا هستند تا به حرکت آنها کمک کند.
یک خانواده ماهی به نام مکندگان (Catostomidae) به نام مکندگان شناخته می‌شود. این ماهی‌ها دهان مکنده دارند.